# Zona marittima
La zona marittima è una suddivisione amministrativa del litorale italiano ed è l'ambito di competenza della direzione marittima (DIREZIOMARE), ufficio periferico dell'amministrazione del Ministero delle infrastrutture e dei trasporti, e ha normalmente sede in un porto principale. 

Secondo quanto previsto dal R.D. n. 327 del 30 marzo 1942 (codice della navigazione) e dal DPR n. 328 del 15 febbraio 1952 (regolamento di attuazione del codice della navigazione) costituisce il comando gerarchicamente più elevato e ad essa sono assoggettati i compartimenti marittimi (capitanerie di porto) e i circondari marittimi (uffici circondariali marittimi); dai circondari dipendono gli uffici locali marittimi e le Delegazioni di spiaggia (senza giurisdizione territoriale).
Alla zona marittima è preposto un direttore marittimo che è un contrammiraglio o capitano di vascello del corpo delle capitanerie di porto; l'ufficio dove risiede il direttore marittimo si chiama Direzione Marittima e la zona riguarda la sua competenza territoriale.

## Direzioni marittime

Logo Guardia costiera

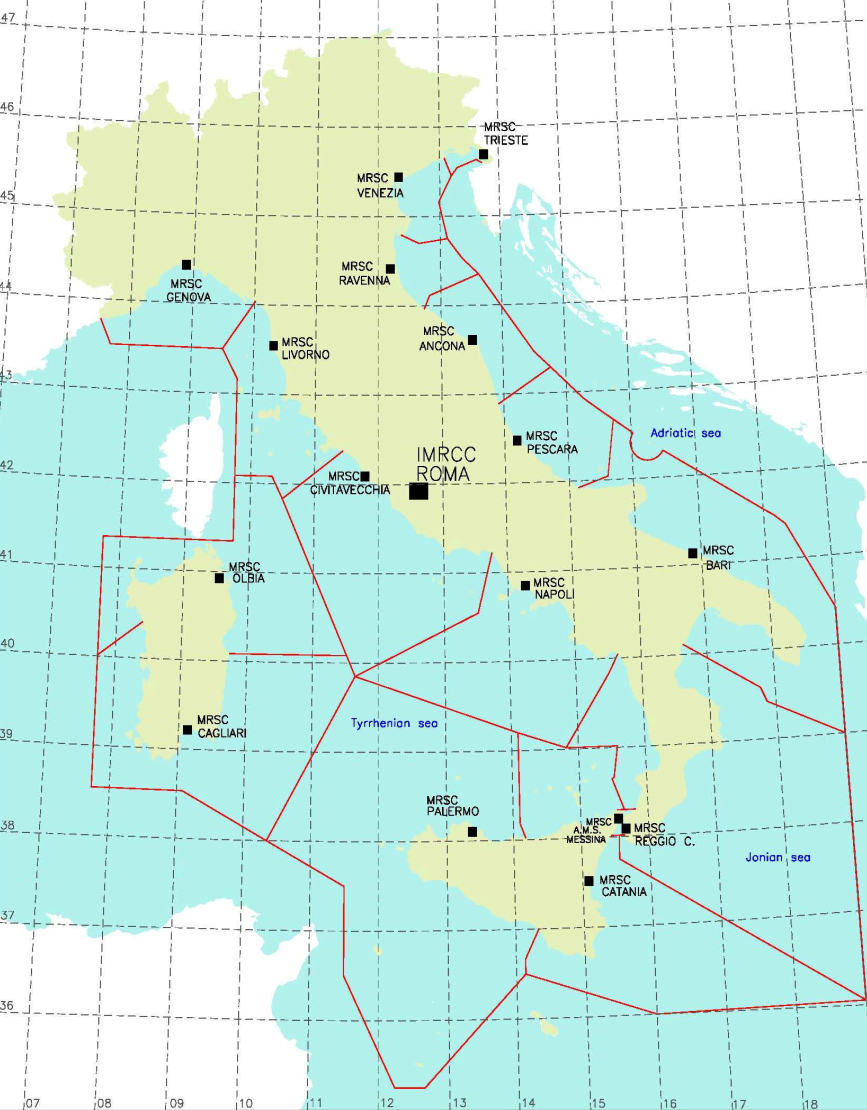
zone marittime e rispettive aree MRSC

In Italia sono presenti 15 direzioni marittime (Zone) e 54 capitanerie di porto:
- Genova
- Livorno
- Civitavecchia

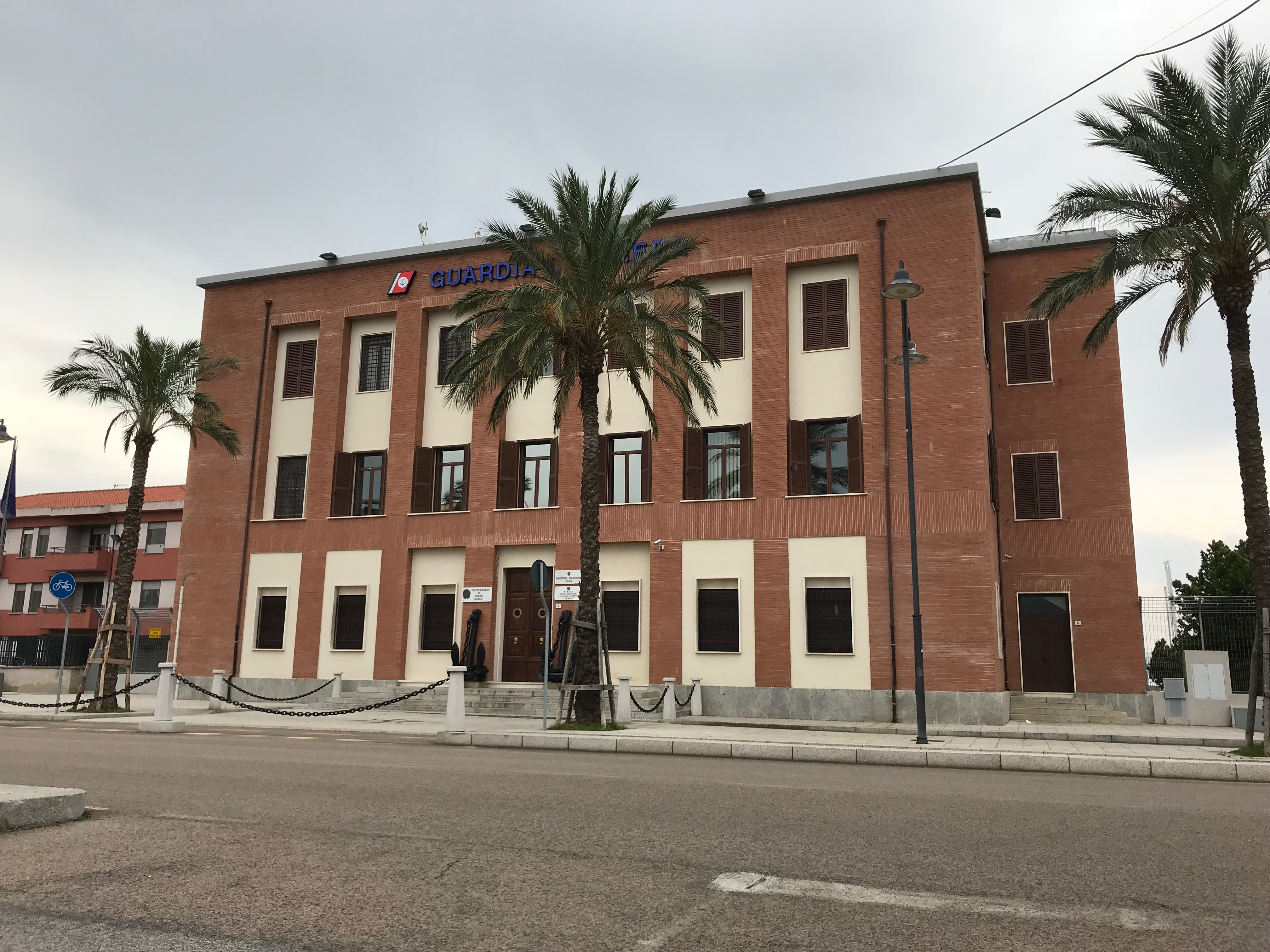
Sede della Direzione marittima di Olbia

- Olbia (istituita con DPR 161 dell'11 settembre 2008)
- Cagliari
- Napoli
- Palermo
- Catania
- Reggio Calabria
- Bari
- Pescara
- Ancona
- Ravenna
- Venezia
- Trieste

## Compiti
Le direzioni marittime esercitano la sorveglianza sui servizi e sul personale delle capitanerie di porto comprese nella loro giurisdizione.
Oltre a questi compiti le direzioni marittime hanno le seguenti attribuzioni:
- Indire esami per il conseguimento di alcuni titoli professionali marittimi e il rilascio delle relative patenti
- Rilascio degli atti di nazionalità delle navi maggiori
- Revisione dei certificati di stazza delle navi
- Approvazione dei regolamenti particolari dei porti e delle tariffe di imbarco, sbarco e movimento in genere delle merci; approvazione dei regolamenti speciali di pilotaggio e rimorchio per i porti dipendenti
- Approvazione di concessioni di aree demaniali di durata compresa tra quattro e quindici anni, e di durata non superiore a quattro anni nel caso di presenza di impianti di difficile sgombero; (le concessioni superiori a quindici anni devono essere approvate dal ministero)
- Svolgimento di inchieste formali sui sinistri marittimi
- Autorizzazione alle delegazioni di spiaggia alla tenuta del Registro navi minori e galleggianti
- Autorizzazione di spese di alcuni capitoli di bilancio amministrati dalle capitanerie entro determinati limiti di somma
- altre attribuzioni minori